# Репликон
Реплико́н — молекула или участок ДНК или РНК, реплицирующийся из одной точки начала репликации.
Гипотеза о репликоне как единице репликации была впервые высказана Ф. Жакобом, С. Бреннером и Ф. Кузином в 1964 году. Согласно классической формулировке этой гипотезы, каждая (прокариотическая) хромосома представляет собой единицу репликации, которая контролируется двумя элементами: цис-регуляторным элементом репликатором и транс-регуляторным элементом инициатором, который кодируется хромосомой и стимулирует репликацию при связывании с репликатором.
Последующие исследования показали, что эта гипотеза репликона хорошо описывает репликацию бактериальных хромосом, плазмид бактерий, архей и эукариот, а также вирусов и бактериофагов. Было установлено, что положение точек начала репликации, то есть участков ДНК, с которых начинается репликация, совпадает с установленным генетическими методами положением репликаторов.

## Бактерии
Большинство репликонов бактерий представлено кольцевыми молекулами ДНК. Например, большая часть бактериальных хромосом и плазмид, а также ДНК многих бактериофагов являются кольцевыми молекулами с единственной точкой начала репликации.
Бактерии могут обладать множеством репликонов: несколькими хромосомами, плазмидами и др. К таким бактериям относятся пурпурная бактерия Rhodobacter sphaeroides, холерный вибрион и Burkholderia multivorans. Их «вторичные» или «третичные» хромосомы являются молекулами, представляющими смесь истинной хромосомы и плазмид. Такие смешанные хромосомы иногда называют хромидами. Различные виды рода Azospirillum имеют 7 репликонов, в частности, у Azospirillum lipoferum имеется 1 бактериальная хромосома, 5 хромид и 1 плазмида. Крупные плазмиды грамотрицательных бактерий могут содержать несколько репликонов.

## Археи
Так как кольцевые хромосомы архей похожи на бактериальные по структуре, первоначально было выдвинуто предположение, что они в большинстве случаев представляют собой единый репликон. Хромосома первого исследованного археона Pyrococcus abyssi действительно имела единственную точку начала репликации. Позднее было обнаружено, что хромосомы по крайней мере двух представителей рода Sulfolobus, S. solfataricus и S. acidocaldarius, содержат по три точки начала репликации и состоят, соответственно, из трёх репликонов.

## Эукариоты
В каждой эукариотической хромосоме имеется множество репликонов. Средний размер такого репликона невелик по сравнению с прокариотическим: около 40 000 пар оснований у дрожжей и плодовой мушки и около 100 000 пар оснований у других животных. Размер отдельных репликонов внутри генома может отличаться более чем в 10 раз. Как правило, в каждой точке начала репликации формируются две репликационные вилки, то есть осуществляется двунаправленная репликация. В отличие от бактериальных, репликоны эукариот предположительно не имеют сайтов терминации репликации. Более вероятно, что репликационные вилки продолжают своё движение до тех пор, пока не встретят вилку, движущуюся навстречу.
По имеющимся данным, репликоны эукариот реплицируются не одновременно, а в определённой временной последовательности. Известно, что репликоны, расположенные рядом с активными генами, как правило, реплицируются первыми, а репликоны в области гетерохроматина — последними. Есть основания полагать, что регуляция активности репликонов имеет региональный характер, то есть группы репликонов, расположенных недалеко друг от друга активируются совместно.
Митохондрии, появляющиеся в эукариотических клетках, используют однонаправленную репликацию с двумя точками начала репликации.